# Tierra Amarilla (Atacama)
Tierra Amarilla is een gemeente in de Chileense provincie Copiapó in de regio Atacama. Tierra Amarilla telde 14.019 inwoners in 2017 en heeft een oppervlakte van 11.191 km².